# Combretum robynsii
Combretum robynsii är en tvåhjärtbladig växtart som beskrevs av Arthur Wallis Exell. Combretum robynsii ingår i släktet Combretum och familjen Combretaceae. Inga underarter finns listade i Catalogue of Life.